# Sáng mắt chưa
"Sáng mắt chưa" (tiếng Thái: ตาสว่างหรือยัง) là một đĩa đơn của Trúc Nhân mang chủ đề LGBT vào năm 2019, đánh dấu sự quay trở lại của nghệ sĩ sau ca khúc "Người ta có thương mình đâu" và "Lớn rồi còn khóc nhè" vào năm 2018. Đây cũng là ca khúc góp phần tạo nên tên tuổi của anh sau "Bốn chữ lắm" và "Thật bất ngờ". Ca khúc do Mew Amazing sáng tác, và Đinh Hà Uyên Thư làm đạo diễn. Đây là ca khúc thứ hai với sự hợp tác giữa Trúc Nhân và Mew Amazing sau "Thật bất ngờ".
Video âm nhạc trào phúng cùng tên của dự án còn có sự góp mặt của Thúy Ngân, Mạc Trung Kiên và nhóm nhảy Angel Turbo từ Thailand's Got Talent của Thái Lan. Video được thực hiện tại Việt Nam và Thái Lan. Video đã được phát hành vào ngày 31 tháng 7 năm 2019 với 3 ngôn ngữ phụ đề là tiếng Việt, tiếng Thái và tiếng Anh.

## Thực hiện
Video âm nhạc của "Sáng mắt chưa" được thực hiện trong vòng hai năm và là ca khúc có kinh phí lớn nhất của Trúc Nhân tính đến thời điểm thực hiện. Ca khúc được sáng tác bởi Mew Amzing, chịu trách nhiệm sản xuất âm nhạc bởi nhạc sĩ Nguyễn Hải Phong. Trúc Nhân cho biết ca khúc được quay bắt đầu vào năm 2018 tại Thái Lan.
| “                                | Kể từ sau Thật bất ngờ đến nay đã 4 năm, tôi và Trúc Nhân luôn chờ dịp để tạo ra sản phẩm có thể tạo được sức hút tương tự. Dù phải để mọi người chờ lâu nhưng tôi tin Sáng mắt chưa sẽ để lại ấn tượng. | ” |
| — Mew Amazing chia sẻ về ca khúc | |   |

## Video âm nhạc
Câu chuyện kể về hai chàng trai yêu nhau nhưng dường như, do áp lực gia đình, anh chàng do Mạc Trung Kiên thủ vai đã quyết định cưới vợ là Thúy Ngân. Trong video âm nhạc, Trúc Nhân đã trong vai người yêu cũ đến tham dự đám cưới. Thay vì phá đám cưới thì, cuối cùng Trúc Nhân lại chọn cách ra đi với một câu chúc phúc và một nụ cười.

## Phiên bản khác

### Sáng mắt chưa Cô Vy?
Vào tối ngày 8 tháng 8 năm 2020, Trúc Nhân đã ra mắt ca khúc cổ động "Sáng mắt chưa Cô Vy?" cùng với sự thể hiện của Chi Pu và Châu Bùi. Ca khúc đã lồng ghép những thông điệp liên quan đến chiến dịch 5K của Bộ Y tế trong thời điểm đại dịch COVID-19 diễn ra tại Việt Nam.

## Đánh giá
- Nữ ca sĩ Thu Minh đã tuyên bố trong buổi công chiếu là sẽ ủng hộ Trúc Nhân và ca ngợi MV ý nghĩa, xúc động.[10]
- Nhà văn Quách Lê Anh Khang cho rằng: "Sáng mắt chưa là một video âm nhạc thể hiện đúng nhất cá tính nghệ sĩ của Trúc Nhân và sự chơi đúng nghĩa của Nhân trong âm nhạc".[11]

## Giải thưởng và thành tích

### Giải thưởng
| Năm  | Giải thưởng               | Hạng mục                      | Đề cử cho                   | Kết quả   | Ghi chú |
| ---- | ------------------------- | ----------------------------- | --------------------------- | --------- | ------- |
| 2019 | Wechoice Awards lần thứ 6 | Music Video của năm           | "Sáng mắt chưa"             | Đề cử     |         |
| 2020 | Làn Sóng Xanh 2019        | Hòa âm khối khí               | "Sáng mắt chưa"             | Đề cử     | [ 12 ]  |
| 2020 | Làn Sóng Xanh 2019        | Bài hát hiện tượng            | "Sáng mắt chưa"             | Đề cử     | [ 12 ]  |
| 2020 | Làn Sóng Xanh 2019        | Top 10 bài hát được yêu thích | "Sáng mắt chưa"             | Đoạt giải | [ 12 ]  |
| 2020 | Làn Sóng Xanh 2019        | Ca sĩ đột phá                 | Trúc Nhân ("Sáng mắt chưa") | Đề cử     | [ 12 ]  |

### Thành tích
- Video âm nhạc cán mốc 100 triệu lượt xem trên YouTube sau hơn một năm ra mắt.[13]
- Top 1 xu hướng trên YouTube.[14]